# Mystus cavasius
Mystus cavasius е вид лъчеперка от семейство Bagridae. Видът не е застрашен от изчезване.

## Разпространение и местообитание
Разпространен е в Бангладеш, Индия (Асам, Бихар, Делхи, Джаркханд, Западна Бенгалия, Мадхя Прадеш, Манипур, Махаращра, Мегхалая, Мизорам, Нагаланд, Ориса, Пенджаб, Раджастан, Трипура, Утар Прадеш, Утаракханд, Харяна, Химачал Прадеш и Чхатисгарх) и Непал.
Обитава пясъчните дъна на сладководни и полусолени басейни, морета и реки.

## Описание
На дължина достигат до 40 cm, а теглото им е максимум 10000 g.
Популацията на вида е намаляваща.